# Villefranque (Pirineos Atlánticos)
Villefranque (en euskera: Milafranga) es una localidad y comuna francesa situada en el departamento de Pirineos Atlánticos, en la región de Aquitania y el territorio histórico vascofrancés de Labort.

## Etimología
Villefranque proviene del gascón bièla franca derivado del euskera Bazter escrito baster en el 1200 con el significado de villa libre.

## Geografía
Villefranque está atravesada por el río Nive, afluente del Adur y limita al norte con Bayonne, al oeste con Bassussarry, al sur con Ustaritz y Jatxou y al este con Saint-Pierre-d'Irube y Mouguerre.

## Heráldica
Partido: 1º, en campo de oro, un león rampante, de gules, que sostiene en su garra derecha, un dardo de lo mismo, puesto en barra y punta arriba, y 2º, en campo de azur, una flor de lis de oro. Brochante sobre el todo, un árbol desarraigado de sinople, sumado de una cruz latina, de plata.

## Demografía
| Gráfica de evolución demográfica de Villefranque (Pirineos Atlánticos) entre 1800 y 2012 |
|                                                                                          |

Fuentes: Ldh/EHESS/Cassini e INSEE.

## Historia
En la Edad Media llegó a conocerse como Saint-Martin-de-Basters, perteneciendo como villa libre del obispo de Bayona en el siglo XI.
Según la tradición, el 24 de agosto de 1343, el burgomaestre de Bayonne mandó apresar a cinco nobles de la región durante unas festividades y atarlos a los pilares del puente de Proudines situado en las tierras del Castillo de Miotz, donde murieron ahogados al subir la marea. Este episodio fue retomado por el filósofo y escritor Hippolyte Adolphe Taine en su obra Voyage aux Pyrénées, con ilustraciones de Gustave Doré.
Temporalmente unida a la comuna de Saint-Pierre-d'Irube, fue rebautizada como Tricolore (tricolor, por la enseña nacional francesa) durante el Directorio de la Revolución francesa entre 1794 y 1795.
Durante las Guerras Napoleónicas en la guerra de la Independencia Española la comuna fue escenario de un enfrentamiento el 9 de diciembre de 1813 en el curso de la Batalla del Nivelle entre las tropas anglohispanoportuguesas comandadas por el vizconde de Hill, del estado mayor del duque de Wellington, y las francesas del general Drouet d'Erlon bajo las órdenes del Mariscal Soult que trataron sin éxito de cerrar el paso a la invasión del territorio francés.

## Personas destacadas
Villefranque es la localidad natal de Jean Saint-Pierre (1884-1951), célebre escritor en lengua vasca.